# Hubert Baumgartner
Pour les articles homonymes, voir Baumgartner.
Hubert Baumgartner est un footballeur et un entraîneur autrichien né le 25 février 1955 à Wolfsberg.

## Carrière

### Joueur
- 1973-1974 : DSV Leoben  Autriche
- 1974-1979 : Austria Vienne  Autriche
- 1979-1983 : Recreativo de Huelva  Espagne
- 1983-1988 : Admira  Autriche
- 1988-1989 : SKN St. Pölten  Autriche

### Entraîneur
- 1990-1993 : SKN St. Pölten  Autriche
- 1993-1994 : Austria Vienne  Autriche
- 1995-1996 : SKN St. Pölten  Autriche
- 1997 : LASK Linz  Autriche

## Sélections
- 1 sélection et 0 but avec l'équipe d'Autriche en 1978.